# Zabytki Łagowa

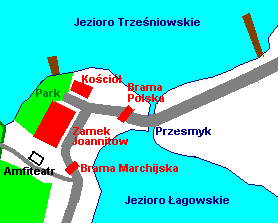
Zabytki w centrum Łagowa

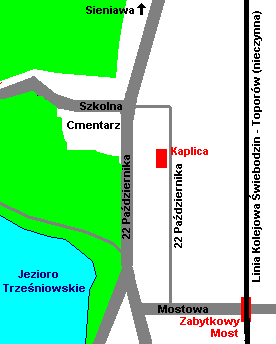
Wschodnia część Łagowa

Zabytki Łagowa:

## Zamek joannitów
Zamek joannitów został zbudowany na przesmyku dwóch jezior Trześniowskiego i Łagowskiego na wzgórzu otoczonym zabytkowym parkiem z wieloma pomnikami przyrody. Obecnie budynek składa się z bryły budowli wybudowanej w XVII w., czterech dwukondygnacyjnych skrzydeł które tworzą renesansowy dziedziniec. Nad zamkiem góruje wieża warowna, która jest widoczna z odległości kilku kilometrów. Jest ona też dobrym miejscem obserwacyjnym. W zamku znajduje się obecnie hotel i restauracja. W zamku znajduje się komnata komtura, katownia oraz sala rycerska. 

### Historia
Budowę zamku rozpoczął Zakon joannitów w 1350 r., w miejscu gdzie wcześniej ustawiono już podwyższenia. Szybko został wzniesiony wysoki czworoboczny budynek o wysokości 12 m, następnie wybudowane zostały mury dookoła zamku ze strzelnicami. Na początku XVI w. na rozkaz ówczesnego komandora Liboriusa von Schapelowa wybudowano 24-metrową wieżę. Podczas wojen oraz najazdu Szwedów zamek znacząco nie ucierpiał. W 1810 roku zamek stał się własnością Prus, a potem własnością prywatną.

### Zabytkowy park
Obok zamku znajduje się zabytkowy park bukowy z bardzo starymi drzewami, sadzonymi przez pierwszych żyjących tam joannitów. Od strony zachodniej park graniczy z Jeziorem Trześniowskim na którym znajduje się drewniany pomost, a obok restauracja. 

### Wieża
Na zamku znajduje się wielka wieża. Można na nią wejść po dużej ilości schodów znajdujących się we wnętrzu zamku. Przy kasie można także nabyć pocztówki z zabytkami i jeziorami Łagowa

## Brama Polska
Brama Polska (Poznańska) została wybudowana w XVI w., dla obrony zamku. Cała jest zbudowana z cegieł. Pod bramą znajduje się wąski tunel samochodowy, oraz sygnalizacja świetlna. Przejście przez bramę dla ludzi znajduje się obok. W bramie znajduje się pokój w którym można wypocząć. Nad przejazdem dla samochodów, znajdują się dwa okna. Tuż przed bramą od strony wschodniej znajduje się drewniany most nad Kanałem Łagowskim (przesmyk jeziora Trześniowskiego i Łagowskiego), oraz restauracja "Pod Lipami". Na bramie znajduje się tabliczka o treści: „Brama Polska zbudowana w XV w. Odrestaurowano ze środków zielonogórskiego okręgu PZW w 1998”. Dawniej pomalowana była na biało, podobnie jak brama Marchijska, lecz przy odrestaurowaniu odkryto ceglaną cześć bramy.

## Brama Marchijska
Brama Marchijska (Niemiecka, Berlińska) druga broniąca zamek brama w Łagowie, zbudowana w XV w. Dolna część bramy jest ceglana, a górna szachulcowa. Brama jest niższa od polskiej, ale za to szersza. Pod bramą znajduje się tunel samochodowy, oraz tunel dla ludzi. Kilka metrów od bramy znajduje się sklepik z pamiątkami, gdzie można kupić zdjęcie Bramy Marchijskiej i innych atrakcji Łagowa. Obecnie w Bramie Marchijskiej znajduje się "Centrum Turystyki Wędkarskiej" dla Łagowa i pobliskich wsi. Nazwa bramy wzięła się od tego, że dawniej prowadziła do Marchii Brandenburskiej. 

## Kościół św. Jana Chrzciciela
Kościół św. Jana Chrzciciela zbudowany został w latach 1725–1726. Znajduje się naprzeciwko zamku joannitów. Znajdują się w nim ładne organy. W dawnych latach był gruntownie przebudowywany. 

## Wiadukt kolejowy
Wiadukt kolejowy zbudowany został w całości z cegieł, nad ulicą Mostową, prowadzącą do Żelechowa. Wybudowany w 1906 roku, na potrzeby linii kolejowej Międzyrzecz - Toporów. Na most można się dostać stromymi schodami. Wiadukt jest dobrym punktem widokowym, ponieważ widać z niego większą część Łagowa.

## Kaplica św. Jana Chrzciciela
Zbudowana w 1929 roku przy obecnej ulicy 22 października. Kaplica jest drewniana, pomalowana na kolor czarny. Ma malutką wieżę, na której znajduje się mały dzwon. Wyglądem przypomina góralską chatę.

## Amfiteatr
Amfiteatr łagowski, powstał w 1969 r. Leży koło Łagowskiego Parku Krajobrazowego. Co roku odbywa się w nim Lubuskie Lato Filmowe. Przed sceną znajduje się kilkanaście rzędów drewnianych ławek.